# Belgique aux Jeux olympiques d'été de 1956
La Belgique participe aux Jeux olympiques d'été de 1956 à Melbourne en Australie. 54 athlètes belges, 51 hommes et 3 femmes, ont participé à 37 compétitions dans 12 sports. Ils y ont obtenu deux médailles, en argent.

## Médailles
| Médaille | Discipline | Épreuve               | Athlète      | Performance | Date |
| -------- | ---------- | --------------------- | ------------ | ----------- | ---- |
| Argent   | Lutte      | Poids plume, 57-62 kg | Joseph Mewis |             |      |
| Argent   | Voile      | Finn                  | André Nelis  |             |      |